# Xalapa Club de Golf
Xalapa Club de Golf är en ort i Mexiko.   Den ligger i kommunen Emiliano Zapata och delstaten Veracruz, i den sydöstra delen av landet, 250 km öster om huvudstaden Mexico City. Xalapa Club de Golf ligger 931 meter över havet och antalet invånare är 110.
Terrängen runt Xalapa Club de Golf är kuperad, och sluttar österut. Runt Xalapa Club de Golf är det ganska tätbefolkat, med 120 invånare per kvadratkilometer. Närmaste större samhälle är Xalapa, 15,0 km väster om Xalapa Club de Golf. Omgivningarna runt Xalapa Club de Golf är en mosaik av jordbruksmark och naturlig växtlighet.